# Tyranneau distingué
Pogonotriccus eximius
Espèce
Synonymes
- Phylloscartes eximius[1]

Statut de conservation UICN

 NT  : Quasi menacé
Le Tyranneau distingué (Pogonotriccus eximius) est une espèce de passereaux de la famille des Tyrannidae,.
Plusieurs sources classent cette espèce sous le nom de Phylloscartes eximius,,. En effet, le genre Pogonotriccus a longtemps été fusionné avec le genre Phylloscartes. Malgré tout, en 2004, John W. Fitzpatrick, dans le 9e volume du Handbook of the Birds of the World, choisit de traiter Pogonotriccus comme un genre séparé en se basant sur les légères différences de comportement des oiseaux des deux genres. Frank Gill and David Donsker reconnaissent ensuite également Pogonotriccus comme un genre séparé pour le compte du Congrès ornithologique international.

## Distribution
Cet oiseau vit dans une zone allant du sud-est du Brésil (Espírito Santo) à l'est du Paraguay et au nord-est de l'Argentine,,.

## Systématique
Cette espèce est monotypique selon la classification de référence du Congrès ornithologique international (version 9.1, 2019).